# Vrigny (Orne)
Vrigny é uma antiga comuna francesa na região administrativa da Normandia, no departamento Orne. Estende-se por uma área de 13,73 km². Em 2010 a comuna tinha 343 habitantes (densidade: 25 hab./km²).
O 1 de janeiro de 2015 fundiu-se com outras 3 comunas, Marcei, Saint-Christophe-le-Jajolet et Saint-Loyer-des-Champs, criando a nova comuna de Boischampré.